# Shannoniana fluviatilis
Shannoniana fluviatilis är en tvåvingeart som först beskrevs av Theobald 1903.  Shannoniana fluviatilis ingår i släktet Shannoniana och familjen stickmyggor. Inga underarter finns listade i Catalogue of Life.